# Powiat Brzeski (Brzeg)
Der Powiat Brzeski ist ein Powiat mit der Kreisstadt Brzeg in der Woiwodschaft Opole in Polen. Der Powiat hat eine Fläche von 876,52 km², auf der rund 87.000 Einwohner leben (Stand 2022).

## Städte und Gemeinden
Der Powiat Brzeski umfasst eine Stadtgemeinde, zwei Stadt- und Landgemeinden sowie drei Landgemeinden:

### Stadtgemeinde
- Brzeg (Brieg)

### Stadt- und Landgemeinden
- Grodków (Grottkau)
- Lewin Brzeski (Löwen)

### Landgemeinden
- Lubsza (Leubusch)
- Olszanka (Alzenau)
- Skarbimierz (Hermsdorf)

Grodków und Lewin Brzeski sind die Hauptorte der gleichnamigen Stadt- und Landgemeinden und besitzen das Stadtrecht, ebenso die Kreisstadt Brzeg.

## Politik
Die Kreisverwaltung wird von einem Starosten geleitet. Seit 2018 ist dies Jacek Monkiewicz von der KO.

### Kreistag
Der Kreistag besteht aus 21 Mitgliedern, die von der Bevölkerung gewählt werden. Die turnusmäßige Wahl 2024 brachte folgendes Ergebnis:
- Koalicja Obywatelska (KO) 36,0 % der Stimmen, 9 Sitze
- Prawo i Sprawiedliwość (PiS) 31,5 % der Stimmen, 8 Sitze
- Trzecia Droga (TD) 15,0 % der Stimmen, 3 Sitze
- Wahlkomitee „Vereinigung für die Entwicklung des Brzeskier Gebietes“ 10,5 % der Stimmen, 1 Sitz
- Konfederacja – Bewusstes Brzeg 6,9 % der Stimmen, kein Sitz

Die Wahl 2018 brachte folgendes Ergebnis:
- Prawo i Sprawiedliwość (PiS) 32,6 % der Stimmen, 8 Sitze
- Koalicja Obywatelska (KO) 27,5 % der Stimmen, 7 Sitze
- Polskie Stronnictwo Ludowe (PSL) 13,5 % der Stimmen, 3 Sitze
- Kukiz’15 13,0 % der Stimmen, 2 Sitze
- Wahlkomitee „Vereinigung für die Entwicklung des Brzeskier Gebietes“ 9,3 % der Stimmen, 1 Sitz
- Porozumienie Jarosław Gowin 4,2 % der Stimmen, kein Sitz